# Neuves-Maisons

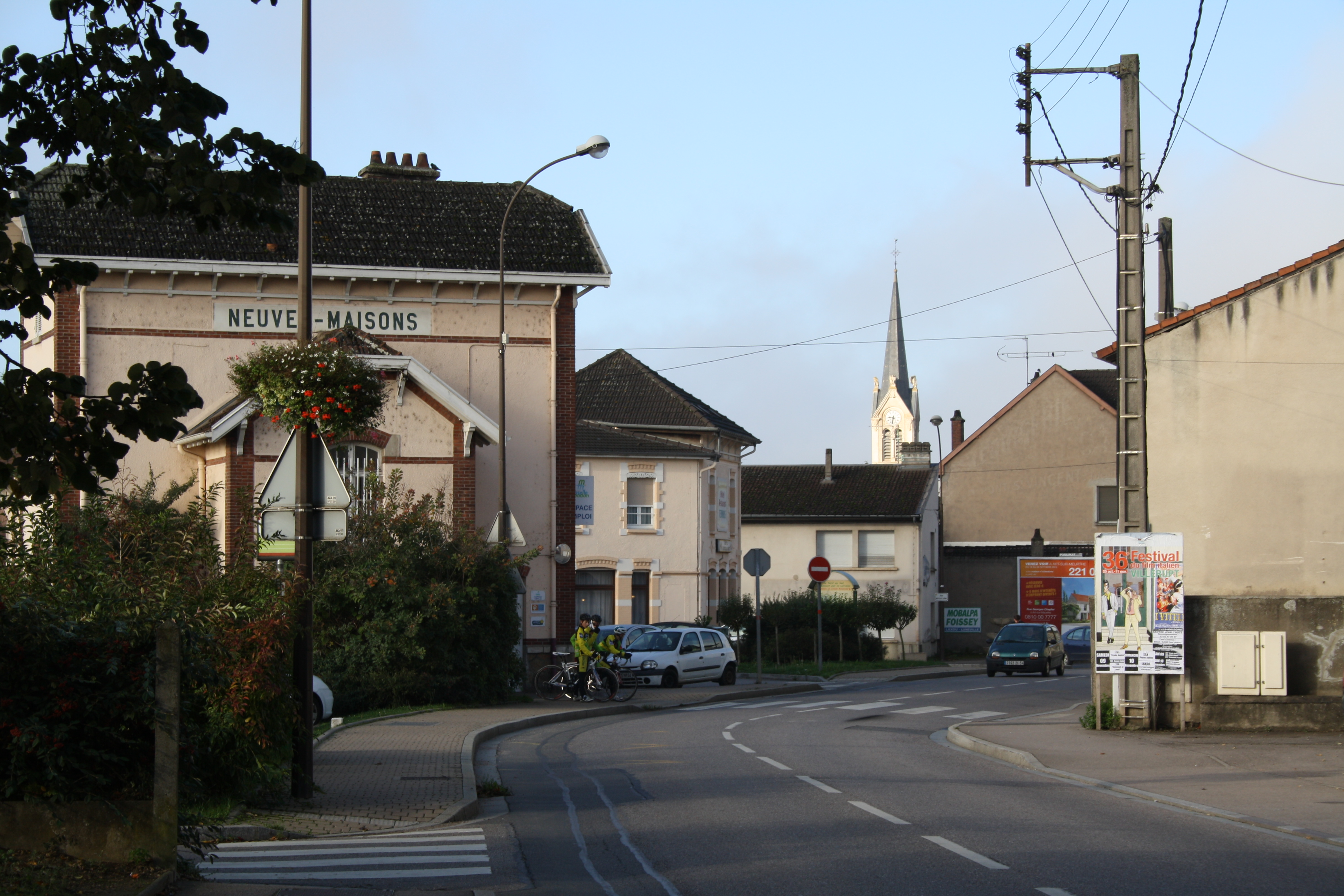
Rue Général Thiry mit Empfangsgebäude des Bahnhofs

Neuves-Maisons [nœv mɛzɔ̃] ist eine französische Gemeinde mit 6572 Einwohnern (Stand 1. Januar 2022) im Département Meurthe-et-Moselle in der Region Grand Est (bis 2015 Lothringen). Sie gehört zum Arrondissement Nancy, zum Kanton Neuves-Maisons und ist Sitz des Gemeindeverbandes Moselle et Madon.

## Geografie
Der Ort liegt an der Mosel etwa zehn Kilometer von Nancy entfernt. Von 1958 bis 1979 wurde im Zuge der Moselkanalisierung der Fluss von der Mündung bei Koblenz bis Neuves-Maisons schiffbar gemacht. Hier befindet sich auch die letzte Moselstaustufe, die Staustufe Neuves-Maisons, und das nördliche Ende des Canal des Vosges. Neuves-Maisons hat eine Fläche von 4,49 Quadratkilometern und liegt 217 bis 360 Meter über dem Meer.

## Geschichte
Um das Jahr 1210 wurde, um die Orte Conflans (ab 1262: Pont-Saint-Vincent) und Saint Vincent zu entlasten, am gegenüberliegenden Ufer der Mosel die „Neuve Ville“ (Neue Stadt) gegründet. Aus ihr ging später Neuves-Maisons hervor. Conflans und Neuve Ville waren über eine hölzerne Brücke miteinander verbunden, die 1410 von einem Hochwasser zerstört wurde. Fortan musste die Mosel durch eine Furt oder mit einer Fähre gequert werden.
Aus 130 Einwohnern im Jahr 1616 entwickelte sich ein Ort mit 2377 Einwohnern im Jahr 1901. Ein wenig später im 20. Jahrhundert hat Neuves-Maisons seine Einwohneranzahl vervierfacht. Obwohl die Mine im Val de Fer (Eisental) seit 1966 nicht mehr genutzt wird, ist die Stahlhütte auch heute noch das Wahrzeichen der Stadt.

### Bevölkerungsentwicklung
| Jahr      | 1962 | 1968 | 1975 | 1982 | 1990 | 1999 | 2007 | 2019 |
| Einwohner | 6527 | 6660 | 6805 | 6952 | 6432 | 6849 | 6951 | 6633 |

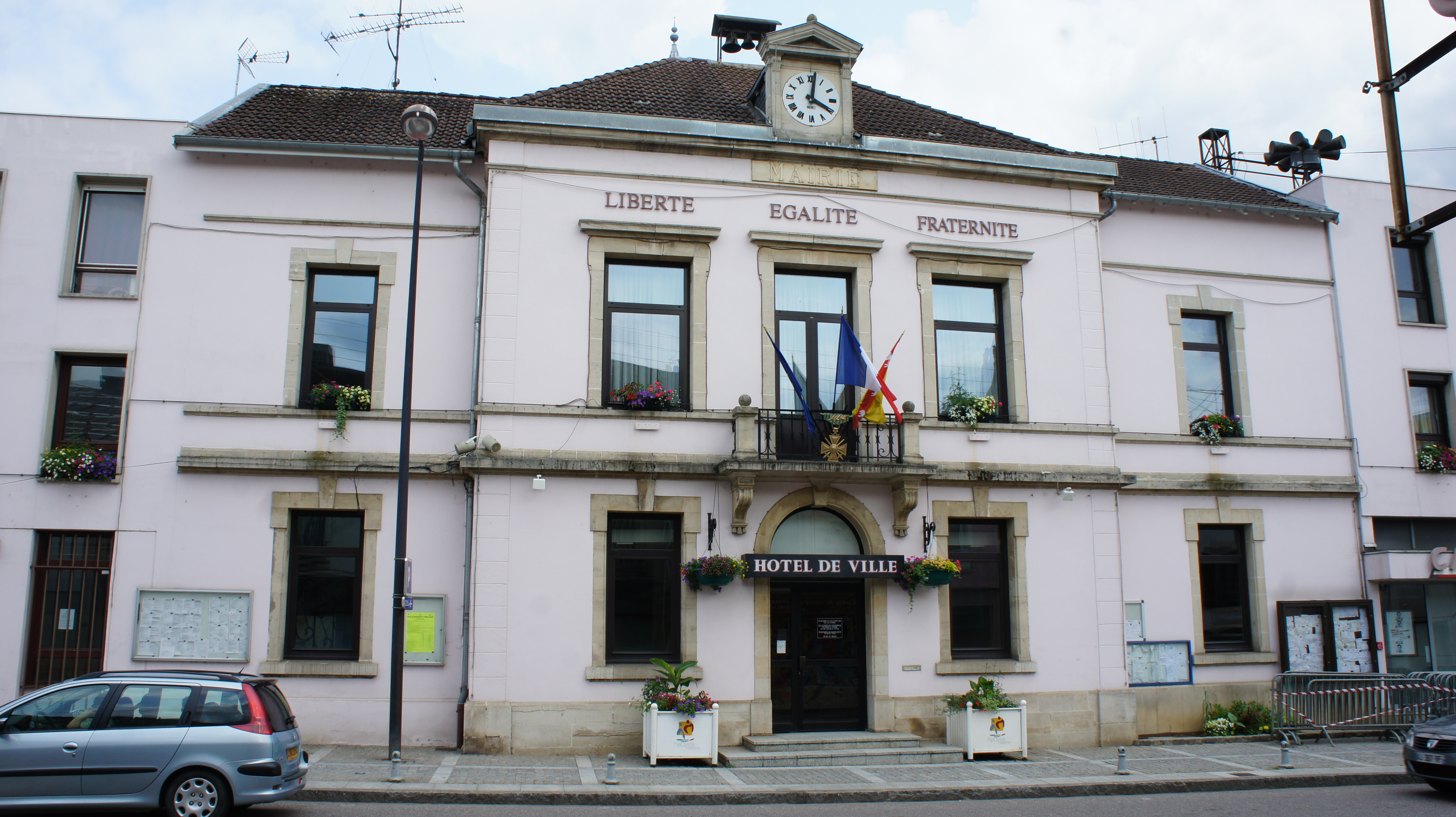
Hôtel de ville (Rathaus)
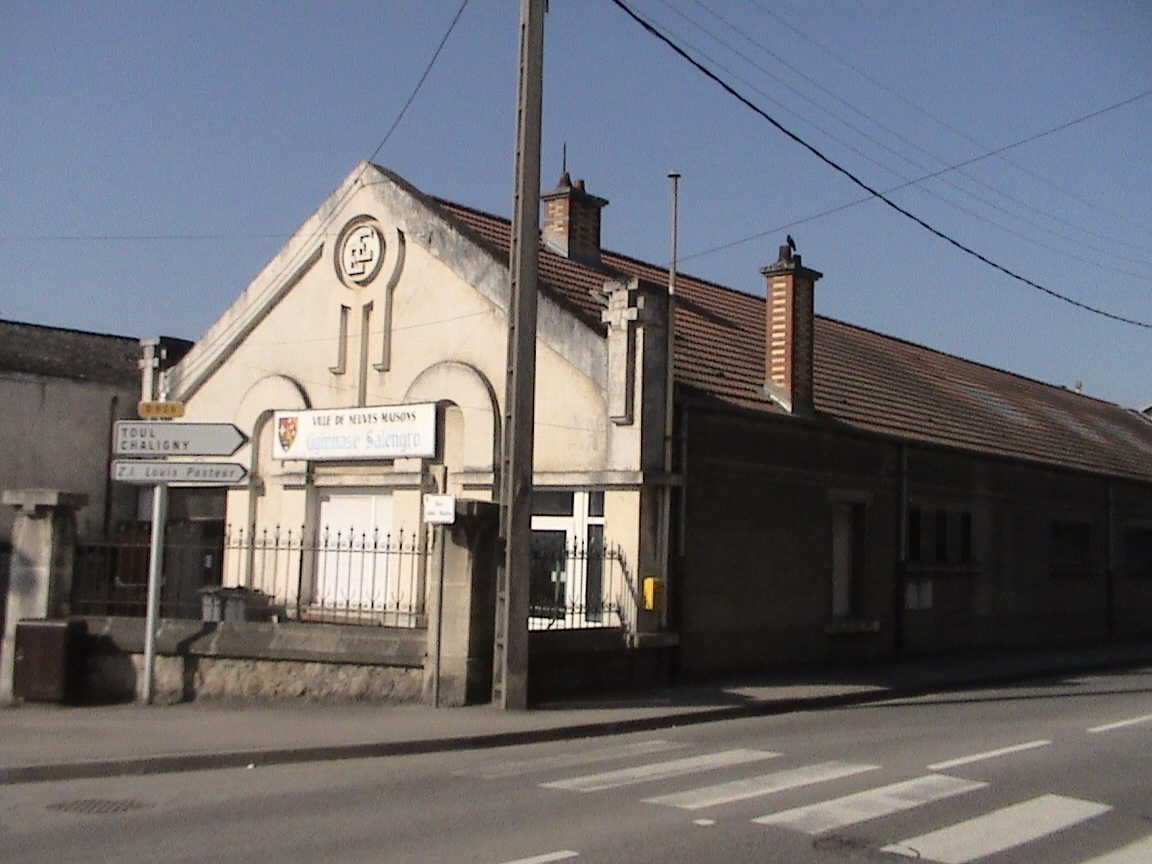
Ehemalige Hemdenfabrik in der Rue Roger Salengro
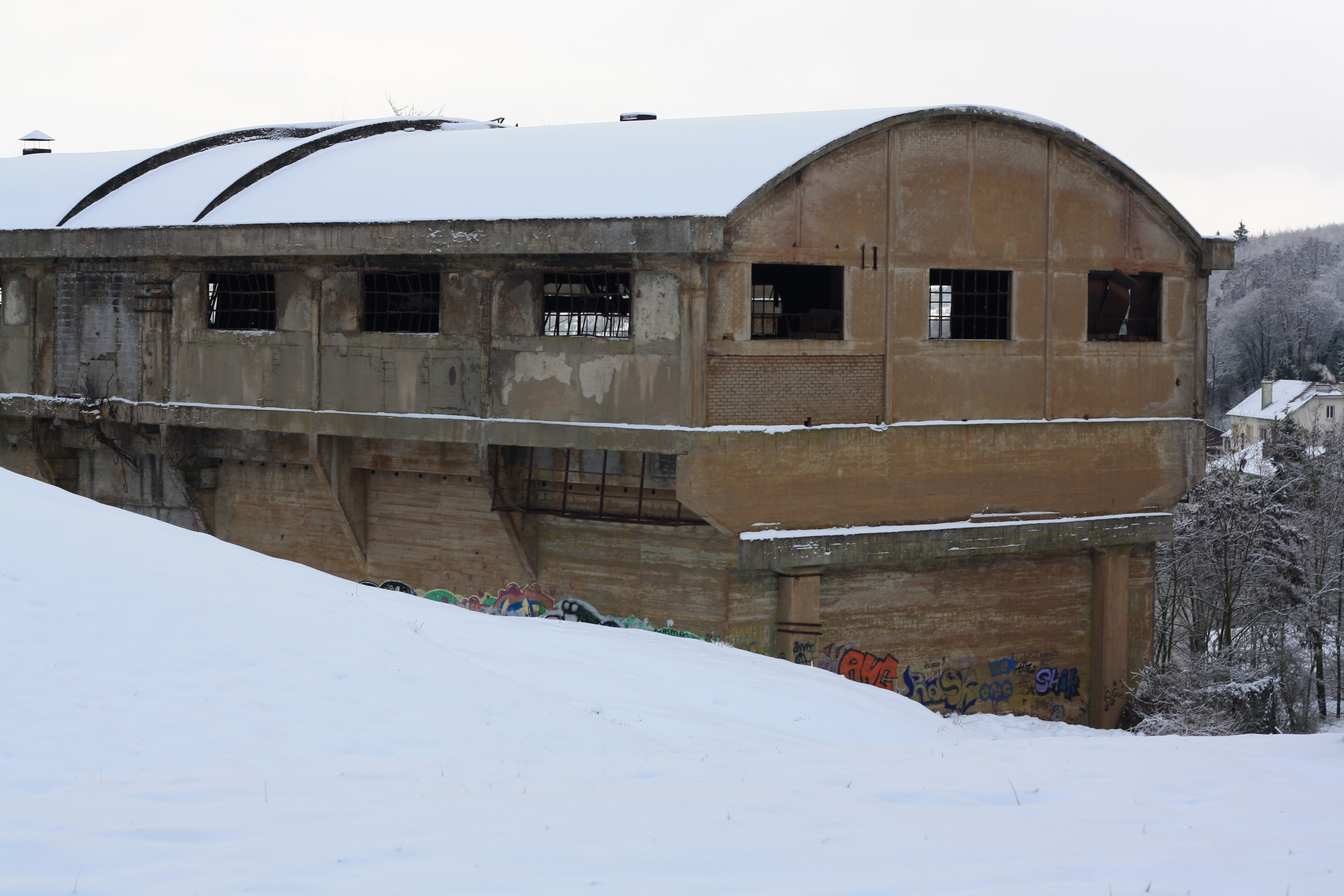
Erz-Verlade-Gebäude, Monument historique

## Gemeindepartnerschaften
- Póvoa de Lanhoso, Portugal, seit 1987
- Sansepolcro, Toskana, Italien, seit 1997

## Belege
1. ↑  Histoire bei pontsaintvincent.free.fr, abgerufen am 7. November 2022.
2. ↑  Erz-Verlade-Gebäude in der Base Mérimée des französischen Kulturministeriums (französisch)